# Piano Player
Piano Player es un álbum recopilatorio de grabaciones del pianista estadounidense Bill Evans publicado el 25 de agosto de 1998 por el sello Columbia. Douglas Payne del sitio All About Jazz opinó positivamente, mientras que Scott Yanow de Allmusic le dio cuatro estrellas de cinco.

## Lista de canciones
Compuestos por Bill Evans, salvo los indicados:
1. «All About Rosie (3rd Section)» (George Russell) - 5:18
2. «My Funny Valentine» (Lorenz Hart, Richard Rodgers) - 10:20
3. «Vierd Blues» (Miles Davis) - 5:58
4. «Bésame mucho» (Consuelo Velázquez) - 6:53
5. «Mornin' Glory» (Bobbie Gentry) - 6:43
6. «Django» (John Lewis) - 8:08
7. «Waltz for Debby» - 5:13
8. «T.T.T.» (Twelve Tone Tune) - 3:37
9. «Comrade Conrad» - 6:40
10. «Gone with the Wind» (Allie Wrubel, Herb Magidson) - 6:42
11. «Fun Ride» - 6:37

- Grabado el 10 de junio de 1956 en Nueva York (tema 1), 9 de septiembre de 1958 (tema 2), 6 y 8 de febrero de 1962 (temas 3 & 4), 23 de noviembre de 1970 (tema 5), 24 de noviembre de 1970 (temas 6-10) y 17 de mayo de 1971 (tema 11).

Fuente: